# Diaphlebus brevivaginatus
Diaphlebus brevivaginatus är en insektsart som beskrevs av Karsch 1891. Diaphlebus brevivaginatus ingår i släktet Diaphlebus och familjen vårtbitare. Inga underarter finns listade i Catalogue of Life.